# Minoxidil
Minoxidilul este un medicament utilizat în tratamentul hipertensiunii arteriale și al alopeciei (pierderea părului). Acționează ca vasodilatator. Căile de administrare disponibile sunt orală (antihipertensiv) și topică (pentru alopecie).

## Utilizări medicale
Minoxidil este utilizat în tratamentul hipertensiunii arteriale, în general, la pacienții cu hipertensiune arterială severă care nu răspund la cel puțin doi agenți și la un ]diuretic. Minoxidilul se administrează, de asemenea, în general cu un diuretic de ansă, pentru a preveni retenția de sodiu și potasiu. Poate provoca tahicardie reflexă și, prin urmare, este prescris frecvent cu un beta-blocant.
Minoxidilul, aplicat local, este utilizat pentru tratamentul căderii părulu. Este eficient pentru a ajuta la promovarea creșterii părului la persoanele cu alopecie androgenică, indiferent de sex.